# Стюарт, Чарльз, 1-й барон де Ротсей
Сэр Чарльз Стюарт, 1-й барон де Ротсей (англ. Charles Stuart, 1st Baron Stuart de Rothesay, 2 января 1779 — 6 ноября 1845) — британский дипломат первой половины XIX века, исполнявший обязанности посланника Великобритании в Португалии, посла во Франции и России. Рыцарь Большого креста ордена Бани (1812), член Тайного совета Великобритании (1814). Старший сын сэра Чарльза Стюарта и внук Джона Стюарта, графа Бьюта.

## Биография и карьера
Происходил из шотландского аристократического рода Стюартов, возглавляемого маркизом графства Бьют. Образование получил в Итонском колледже (1793—1801), Крайст-черч Оксфордского университета (1797—1798) и в университете Глазго (1798—1799).
Дипломатическую карьеру начал в 1801 году в Вене (1801—1804), после чего был назначен секретарём посольства Великобритании в Санкт-Петербурге (1804—1808), затем переведён в Испанию (1808—1810), где стал незаменимым помощником герцога Веллингтона в период Пиренейских войн. С 1810 по 1814 год исполнял обязанности чрезвычайного посланника и полномочного министра Великобритании в Лиссабоне и Бразилии, повторно в 1825—1826 годах. Регентским Указом 1810 года будущего короля Жуана VI был введён в состав Регентского Совета с целью спасения португальской монархии. Одним из дипломатических успехов Стюарта считается его вклад в обретение независимости Бразилии и признания её Великобританией. Удостоен звания Рыцаря ордена Башни и Меча.
Дважды занимал пост посла во Франции (1814—1824 и 1828—1830). 22 января 1828 года за свои заслуги был удостоен титула барона де Ротсей (англ. Baron Stuart de Rothesay of the Isle of Bute). В 1841—1844 годах был послом в России. Ухудшение здоровья заставило покинуть дипломатическую службу.
Скончался 6 ноября 1845 года в собственном замке в окрестностях города Крайстчерч графства Дорсет, где и был захоронен.

## Издатель
Чарльз Стюарт известен как первый издатель антологии средневековых кантиг о любви трубадуров Пиренейского полуострова на галисийско-португальском языке. В 1823 году в Париже за свой счёт впервые частично издал «Песенник Ажуда» тиражом 25 экземпляров.
- Fragmentos de hum Cancioneiro inedito, que se acha na livraria do Real Collegio dos Nobres de Lisboa / Charles Stuart de Rothesay. — Paris: Paço de Sua Magestade Britanica, 1823. Impresso à custa de Carlos Stuart [Lord Stuart de Rothesay].

## Семья
Жена (с 06.02.1816) — леди Элизабет Маргарет Йорк (14.01.1789—23.06.1867), третья дочь Филиппа Йорка, графа Хардвика. В браке имела двух дочерей:
- Шарлотта (31.05.1817—18.11.1861), родилась и выросла в Париже, крестница королевы Шарлотты; 05 сентября 1835 года в Лондоне вышла замуж за графа Чарлза Каннинга (1812—1862). Отец её из-за политических разногласий был против замужества дочери и дал свое согласие под давлением семьи. По этой же причине их бездетный брак не был удачным. С 1842 года придворная дама королевы Виктории и её фаворитка. Увлекалась живописью, ботаникой и фотографией. С 1856 года жила с мужем в Калькутте, где он занимал должность вице-президента Индии. Скончалась от малярии перед самым возвращением в Англию, похоронена в церкви Святого Иоанна в Калькутте.
- Луиза (14.04.1818—12.05.1891), замужем (с 08.06.1842) за лордом Генри Уотерфордом (1811—1859). Проживала с мужем в его родовом поместье в Ирландии, в браке детей не имела.